# Фирн
Фирнът представлява полуснежна и полуледена маса със зърнеста структура. Това е плътно слегнал се, едрозърнест и частично кристализирал многогодишен уплътнен сняг, представляващ междинен стадий между сняг и глетчерен лед. Плътността му се променя в зависимост от дълбочината и е от 0,45 г/см³ до 0,8 г/см³.

## Образуване
Превръщането на снега във фирн се нарича фирнизация. Фирнът се образува в планините над снежната линия и в полярните области, където не успява да се стопи през лятото. Когато при топенето на снега, водата от топенето е много, снегът бързо се уплътнява и насища с вода и когато тази маса замръзва се създава инфилтрационен фирн. Под действие на сублимацията и прекристализацията ледените зърна наедряват. Ако температурите през цялото време са под нула по Целзий, снегът се уплътнява под действието на налягането на горните слоеве и отделните ледени кристали (снежинки) започват да се разрушават, срастват и преместват, като запълват междините между тях и се образува фирнът.
В България фирн се образува в някои от циркусите на Пирин – Големият казан, Бански суходол и Баюви дупки.

### Използване за направа наиглу
Ескимосите използват за изграждане на своите домове и цели селища с помощта на фирн: това са куполни конструкции без опори, които позволяват живот в условията на крайния север. Тези домове могат да бъдат съединени с тунели и осигуряват сравнително добър конфорт и безопасност по време на бурно време и студове.